# Gotlieb Ryf
Gotlieb Ryf, né à Horgen le 9 janvier 1839 et mort à Horgen en 1906, est un agronome suisse.

## Biographie
Il sera recruté en 1868 par la Compagnie genevoise des colonies suisses de Sétif (Algérie) en qualité de sous directeur. Il deviendra par la suite directeur de cette compagnie et y effectuera un important travail dans le domaine agricole jusqu'à la date de sa retraite.
On peut en connaître davantage sur sa vie en lisant le livre que lui a consacré son arrière-petit-fils : Algérie, Algérie, que me veux tu ? (éditions Atlantica, 1999) et un ouvrage très documenté de Jacques Pous : Henry Dunant l'Algérien (éditions Grouauer).
Roger Vétillard. La Compagnie Genevoise des colonies Suisse de Sétif. 2022. Préface de Jean Pierre et Patrick Ryf